# Le Grand Méliès
Pour plus de détails, voir Fiche technique et Distribution.
Le Grand Méliès est un moyen métrage de Georges Franju sorti en 1952. 

## Synopsis
Constitué de saynètes, ce film rend hommage à Georges Méliès dont le rôle est joué par son fils André.

## Fiche technique
- Titre : Le Grand Méliès
- Réalisation : Georges Franju
- Scénario : Georges Franju
- Commentaire : Georges Franju, dit par Marie-Georges Méliès et François Lallement
- Décors : Henri Schmitt
- Photographie : Jacques Mercanton
- Musique : Georges Van Parys
- Montage : Roland Coste
- Son : Pierre Vuillemin
- Société de production :  Armor Films
- Pays d'origine :  France
- Format :  Noir et blanc - 1,33:1 - 35 mm - Son mono
- Durée : 31 minutes
- Date de sortie : 
  - France - 1952

## Distribution
- André Méliès
- Eugénie Méliès
- Marie-Georges Méliès
- Jehanne d'Alcy